# لورانس راب
لورانس راب (بالإنجليزية: Lawrence Raab)‏ هو شاعر أمريكي، ولد في 1946 في بيتسفيلد في الولايات المتحدة.